# Big Boys Gone Bananas
Big Boys Gone Bananas er en dokumentarfilm fra 2003 instrueret af Fredrik Gertten.

## Handling
Dette er historien om kampen mellem et lille svensk filmproduktionsselskab, og den gigantiske bananpoducent Dole. Allerede da de svenske filmmagere gik i gang med at lave deres dokumentarfilm "Bananas", modarbejdede Dole filmens færdiggørelse, fordi den var kritisk over for firmaets behandling af sine medarbejdere. Senere i processen brugte Dole alle metoder, herunder sagsanlæg, skræmmekampagner og mediekontrol for at stoppe filmens udbredelse. Denne film viser hele forløbet, og viser med uhyggelig tydelighed, hvor langt et stort selskab vil gå for at beskytte sit brand.